# Collegio elettorale di Saronno (Regno di Sardegna)
Il collegio elettorale di Saronno è stato un collegio elettorale uninominale del Regno di Sardegna per l'elezione della Camera dei deputati.
Il collegio uninominale venne istituito nel novembre 1859 insieme ad altri 259 collegi uninominali.
Comprendeva il mandamento di Saronno, meno i comuni attribuiti al collegio di Rho, ed i comuni del mandamento di Busto Arsizio posti sulla sinistra dell’Olona. 
I comuni del mandamenti di Saronno attribuiti al collegio di Rho erano: Canegrate, Lainate, San Vittore e Cerro. 
Con l'unità d'Italia il territorio divenne parte del collegio di Busto Arsizio.

## Dati elettorali
Nel collegio si svolsero votazioni solo per la VII legislatura.

### VII legislatura
Le votazioni si svolsero in 387 collegi uninominali a doppio turno. Come previsto dalla legge elettorale del 20 novembre 1859, era eletto al primo turno il candidato che «riunisce in suo favore più del terzo dei voti del total numero dei membri componenti il collegio e più della metà dei suffragi dati dai votanti presenti all'adunanza» (art. 91). Se nessun candidato era eletto, al ballottaggio tra i due candidati con più voti era eletto chi otteneva il maggior numero di voti (art. 92) o, in caso di ugual numero di voti, il maggiore d'età (art. 93).
| Partito                            | Partito                            | Candidato                          | Risultati 25 marzo 1860 | Risultati 25 marzo 1860 |
| Partito                            | Partito                            | Candidato                          | Voti                    | %                       |
| ---------------------------------- | ---------------------------------- | ---------------------------------- | ----------------------- | ----------------------- |
|                                    | —                                  | Giuseppe Gadda                     | 87                      | 92,55                   |
|                                    | —                                  | Antonio Guzzolesi                  | 7                       | 7,45                    |
|                                    |                                    |                                    |                         |                         |
| Iscritti                           | Iscritti                           | Iscritti                           | 207                     | 100,00                  |
| ↳ Votanti (% su iscritti)          | ↳ Votanti (% su iscritti)          | ↳ Votanti (% su iscritti)          | 99                      | 47,83                   |
| ↳ Voti validi (% su votanti)       | ↳ Voti validi (% su votanti)       | ↳ Voti validi (% su votanti)       | 94                      | 94,95                   |
| ↳ Schede non valide (% su votanti) | ↳ Schede non valide (% su votanti) | ↳ Schede non valide (% su votanti) | 5                       | 5,05                    |
| ↳ Astenuti (% su iscritti)         | ↳ Astenuti (% su iscritti)         | ↳ Astenuti (% su iscritti)         | 108                     | 52,17                   |